# Жељко Вучковић
Жељко Вучковић (Зрењанин 25. октобра 1960) био је дугогодишњи библиотекар и руководилац Одељења за развој и матичне послове у Библиотеци Матице Српске, данас декан на Педагошком факултету у Сомбору.

## Биографија

### Школовање
Жељко Вучковић основну школу је ишао у Међи. У Зрењанину је завршио гимназију као најбољи ученик генерације. Године 1984. дипломирао је на групи за филозофију Филозофског факултета у Београду. Магистрирао је на социолошкој катедри Правног факултета у Београду 1993. године.
Године 2002. у Ректорату Универзитета у Београду је докторирао и стекао звање доктора библиотечко-информационих наука и социологије знања.
Одбрањена докторска дисертација је гласила "Социолошки,епистемолошки и нормативно-правни аспекти развоја народних библиотека".

### Радна и професионална биографија
Од 1987. године као библиотекар је радио у Библиотеци Матице српске. Као руководилац Одељења за развој и матичне послове у Библиотеци Матице српске је радио од 1990. године. Од 2002. године доцент је на Факултету за менаџмент у Новом Саду. На Факултету за менаџмент предавао је пословну етику, теорију и технологију штампе и увод у медије.
Од 2007. године је ванредни професор на Факултету за менаџмент где му је ужа научна област Менаџмент у медијима, као и ванредни професор на Педагошком факултету у Сомбору где је ужа научна област Библиотекарство.
Од 2011. године на Педагошком факултету у Сомбору је редовни професор где му је ужа научна област Библиотекарство.
Од 2015. године је декан на Педагошком факултету у Сомбору.
Жељко Вучковић је учествовао на више стручних и научних скупова у Србији, Енглеској, Бугарској, Словенији и Немачкој.

## Награде
Жељко Вучковић је најмлађи добитник награде "Милорад Панић Супер", највишег републичког признања у библиотекарству.
Награда "Луча" Српске читаонице у Иригу.